# Dianthus shinanensis
Dianthus shinanensis är en nejlikväxtart som först beskrevs av Ryôkichi Ruôkichi Yatabe, och fick sitt nu gällande namn av Tomitaro Makino. Dianthus shinanensis ingår i släktet nejlikor, och familjen nejlikväxter. Utöver nominatformen finns också underarten D. s. alpinus.

## Bildgalleri

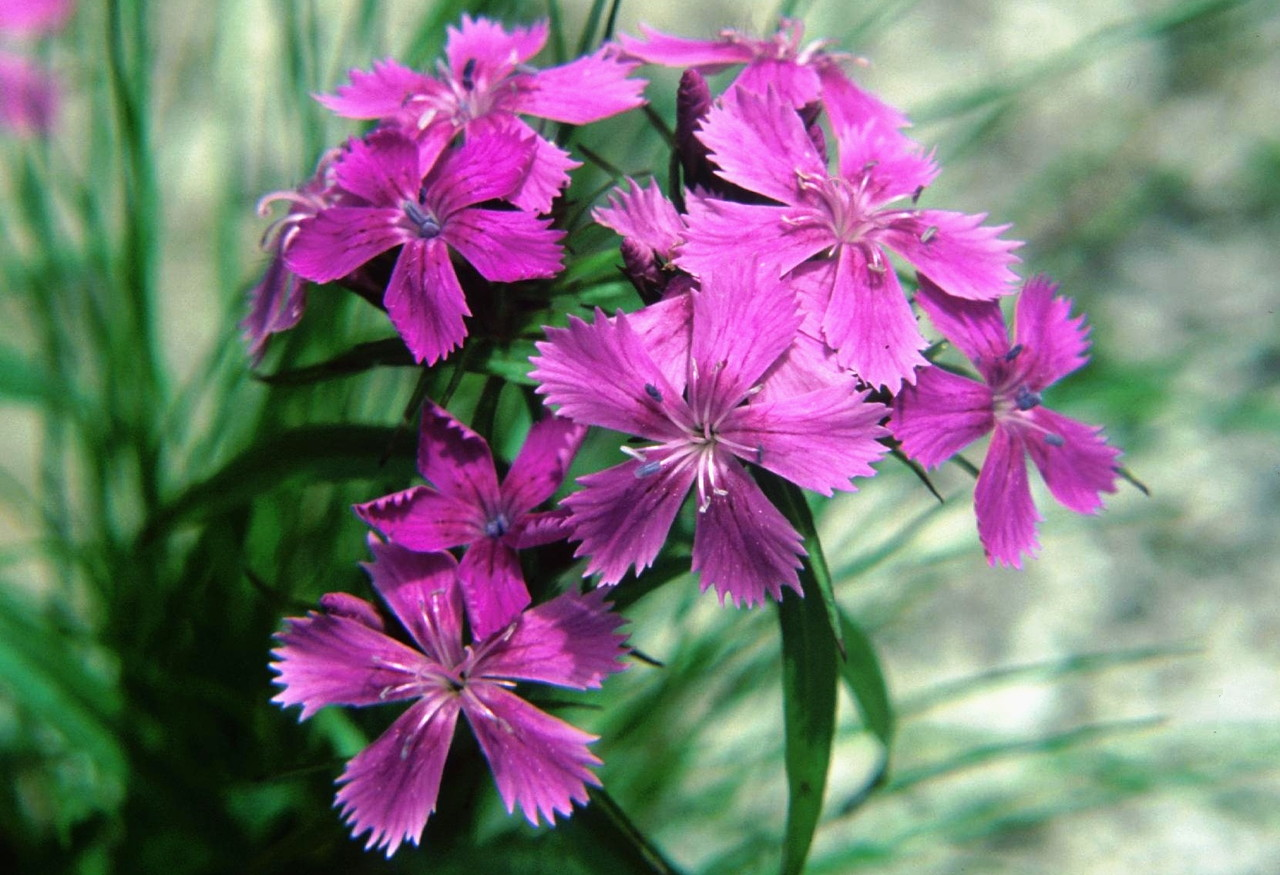
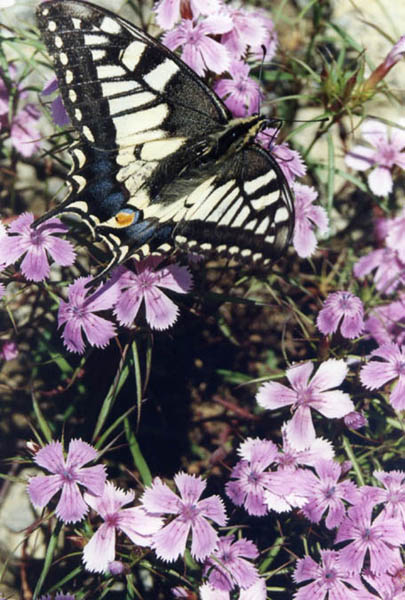
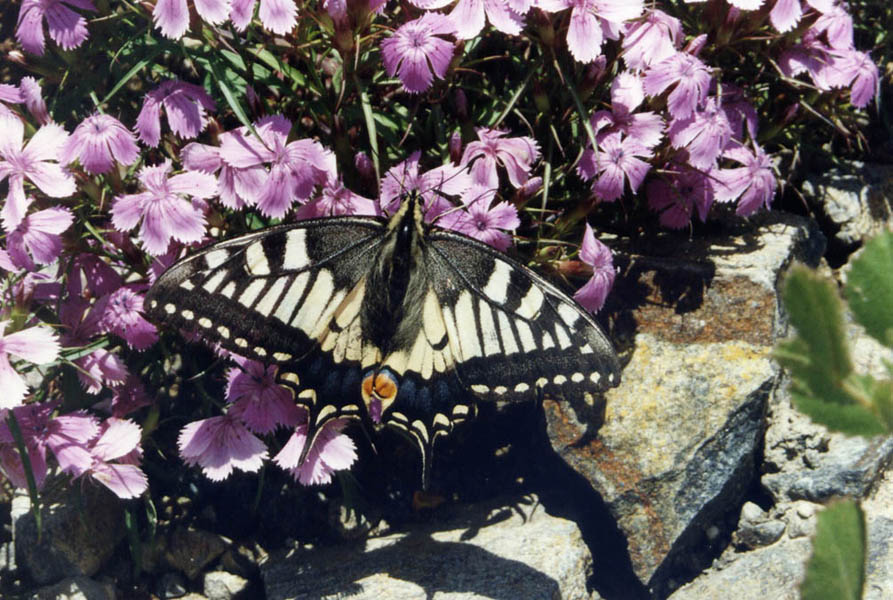
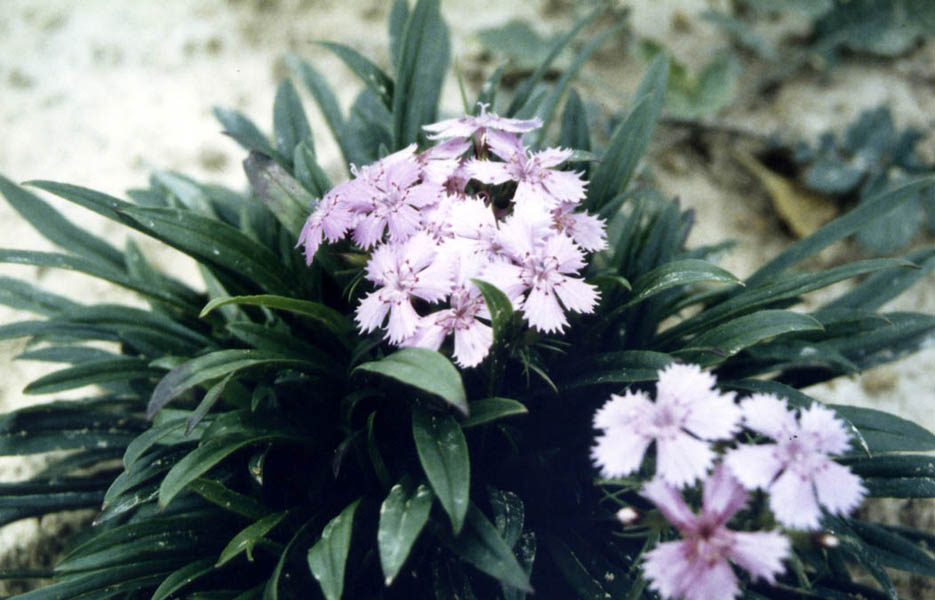